# Dorinel Cosma
Dorinel Cosma (n. 3 aprilie 1955, Ipotești, Botoșani, România) este un fost senator român în legislatura 2020-2024 din partea AUR. 